# Samtgemeinde Holtriem
La comunità amministrativa di Holtriem (Samtgemeinde Holtriem) si trova nel circondario di Wittmund nella Bassa Sassonia, in Germania.

## Suddivisione
Comprende 8 comuni:
1. Blomberg
2. Eversmeer
3. Nenndorf
4. Neuschoo
5. Ochtersum
6. Schweindorf
7. Utarp
8. Westerholt

Il capoluogo è Westerholt.